# Hybris (musikalbum)
Hybris är progrockbandet Änglagårds första studioalbum inspelat i Studio Largen mellan juli och september 1992. Albumet anses vara ett av de mest inflytelserika på den svenska progressiva rock-scenen, och soundet lade grunden för band som Landberk, Anekdoten och Sinkadus.

## Låtlista
Alla låtar komponerade och arrangerade av Änglagård, all text skriven av  Tord Lindman.
1. "Jordrök" - 11:10
2. "Vandringar i Vilsenhet" - 11:56
3. "Ifrån Klarhet till Klarhet" - 8:08
4. "Kung Bore" - 13:04
5. "Gånglåt från Knapptibble" (Extraspår på den remastrade CD-utgåvan från 2000)

## Medverkande
- Thomas Johnson - Mellotron, Hammondorgel B-3 och L-100, piano, elektrisk kyrkorgel och övriga keyboards
- Jonas Engdegård - Akustisk och elektrisk gitarr
- Tord Lindman - Sång, akustisk och elektrisk gitarr
- Johan Högberg - Bas och mellotroneffekter
- Anna Holmgren - Flöjt
- Mattias Olsson - Trummor, gong, bongotrummor, kastanjetter, glockenspiel och övriga slagverk